# Drosophila lusaltans
Drosophila lusaltans är en tvåvingeart som beskrevs av Magalhaes 1962. Drosophila lusaltans ingår i släktet Drosophila och familjen daggflugor.
Artens utbredningsområde är Haiti.